# IBM PC - Model 5150
IBM PC - Model 5150 (PC - Model 5150) је био професионални рачунар фирме IBM који је почео да се производи у САД од 1981. године.
Користио је Intel 8088 као микропроцесор. RAM меморија рачунара је имала капацитет од 64 KB (први рачунари само 16 KB) до 256 KB највише (касније 640 KB највише).
Као оперативни систем кориштен је MS-DOS, или CP/M-86, или USCD Pascal.

## Детаљни подаци
Детаљнији подаци о рачунару PC - Model 5150 су дати у табели испод.
|                       |                                                                                |
| 5150                  |                                                                                |
| Произвођач            |                                                                                |
| Тип                   | професионални рачунар                                                          |
| Меморија              | 64 (први рачунари само 16 ), 256 највише (касније 640 највише)                 |
| Поријекло             | Сједињене Америчке Државе                                                      |
| Година                | 1981                                                                           |
| Тастатура             | пуни помак тастера, 83 тастера са 10 функцијских тастера и нумеричка тастатура |
| Процесор              | 8088                                                                           |
| Фреквенција процесора | 4,77                                                                           |
| RAM                   | 64 (први рачунари само 16 ), 256 највише (касније 640 највише)                 |
| ROM                   | 64                                                                             |
| Текст                 | 40 или 80 знакова x 25 линија                                                  |
| Графика               | опциони CGA графички модови: 320 x 200 / 640 x 200                             |
| Боја                  | једна боја, или 4 између 8 у 320 x 200 CGA моду                                |
| Звук                  | генератор тона - уграђени звучник                                              |
| Димензије             | 50,8 (ширина) x 40,6 (дубина) x 14 (висина)                                    |
| Портови               |                                                                                |
| Оперативни систем     | , или                                                                          |